# Furio Arrasich
Furio Arrasich (Trieste, 18 novembre 1934) è un fumettista italiano, autore di serie a fumetti come Alika, Maghella e Demoniak.

## Biografia
Negli anni cinquanta si trasferì a Roma, dove intraprese la carriera giornalistica, occupandosi di cronaca nera per alcuni quotidiani. In seguito scrisse alcuni romanzi polizieschi pubblicati dalla Cofedit  e, per lo stesso editore, ideò anche alcune serie a fumetti, tra cui Fantax, uno dei primi epigoni di Diabolik. Nel 1964 e nel 1965 creò le serie Demoniak, Dany Coler e Alika. Dopo la chiusura della Cofedit, iniziò a collaborare con la Cerretti Editore , per la quale scrisse i testi delle serie a fumetti Zorro, Geronimo e Johnny Manila. Nel 1971 avviò una collaborazione con l’editore Tattilo , assumendo la direzione del settimanale Menelik; sull’ultimo numero della rivista presentò per la prima volta il personaggio da lui ideato, Maghella, protagonista di una serie a fumetti umoristica per adulti. Dopo la chiusura della testata, Maghella venne ripresa dalla Publistrip di Giorgio Cavedon, che le dedicò un’apposita collana disegnata da Dino Leonetti e Mario Janni. La serie ottenne un buon successo e fu pubblicata fino al 1981, raggiungendo oltre cento numeri. Per lo stesso editore scrisse anche le sceneggiature della serie Peter Paper, ispirata all’attore Pippo Franco, illustrata da Raul Buzzelli e pubblicata fino al 1978; nel 1974 ideò inoltre il personaggio Sorchella, simile per tono a Maghella, protagonista di una serie disegnata da Eros Kara, che tuttavia ebbe vita editoriale breve. Collaborò inoltre come sceneggiatore ad altre serie della casa editrice, tra cui Lucifera, creata da Giorgio Cavedon. Nel 1982 abbandonò l’attività di fumettista per dedicarsi all’editoria e all’antiquariato.